# Merlin Polzin
Merlin Polzin (* 7. November 1990 in Hamburg) ist ein deutscher Fußballtrainer. Er ist seit Ende November 2024 Cheftrainer des Hamburger SV.

## Karriere
Polzin wurde in Hamburg geboren und wuchs im Stadtteil Bramfeld auf. Mit seinem 5. Geburtstag begann er beim Bramfelder SV mit dem Fußballspielen. Dort durchlief Polzin alle Jugendmannschaften, ehe er zur Saison 2009/10 zur ersten Herrenmannschaft aufrückte, die in der sechstklassigen Landesliga Hamburg spielte. Nach der Meisterschaft in der Staffel Hansa und dem damit verbundenen Aufstieg in die Oberliga Hamburg absolvierte Polzin in der Saison 2010/11 ein Spiel in der fünfthöchsten Spielklasse. Im Jahre 2011 musste Polzin im Alter von 21 Jahren aufgrund einer Zehenarthrose mit dem Fußballspielen aufhören.
Von 2011 bis Ende 2012 war Polzin im Nachwuchsleistungszentrum (NLZ) des Hamburger SV als Co-Trainer sowie in den Bereichen Spielanalyse, Scouting und Schultraining tätig. Zum Wintersemester 2012/13 begann er an der Universität Osnabrück ein Lehramtsstudium (Deutsch und Sport). Zur Saison 2014/15 wechselte Polzin in das NLZ des VfL Osnabrück und wurde bei den B1-Junioren (U17) Co-Trainer von Daniel Thioune. Gemeinsam schafften sie als Vizemeister der B-Junioren-Regionalliga Nord den Aufstieg in die B-Junioren-Bundesliga Nord/Nordost. Kurz nach dem Beginn der Saison 2015/16 übernahm Thioune die A-Junioren (U19), sodass Polzin anschließend Hanjo Vocks und dessen Nachfolger Alexander Ukrow assistierte. Am Saisonende stieg man auf dem letzten Platz wieder in die B-Junioren-Regionalliga Nord ab. Zur Saison 2016/17 wurde Polzin schließlich Cheftrainer der U17, ehe er zur Saison 2017/18 wieder der Co-Trainer von Thioune bei der U19 in der A-Junioren-Bundesliga Nord/Nordost wurde.
Anfang Oktober 2017 trennte sich der Verein vom Cheftrainer der Profimannschaft, Joe Enochs. Thioune übernahm daraufhin die Drittligamannschaft als Interimstrainer und wurde dabei von Polzin unterstützt. Rund einen Monat später entschied der Verein, das Trainerteam dauerhaft einzusetzen. In der Saison 2017/18 erreichte der abstiegsbedrohte VfL den Klassenerhalt, ehe in der Saison 2018/19 die Meisterschaft samt Aufstieg in die 2. Bundesliga folgte. Dort konnte die Mannschaft in der Saison 2019/20 die Klasse halten.
Zur Saison 2020/21 wechselte Thioune als Cheftrainer zum Hamburger SV, womit auch Polzin als Co-Trainer zu seinem ehemaligen Verein, der seit 2018 in der 2. Bundesliga spielte, zurückkehrte. Thioune wurde in der Schlussphase der Spielzeit jedoch wieder freigestellt und bis zum Saisonende durch Horst Hrubesch ersetzt, da die Mannschaft im Kampf um den Aufstieg in die Bundesliga ins Hintertreffen geraten war. Zur Saison 2021/22 wurde Tim Walter als neuer Cheftrainer verpflichtet. Polzin blieb neben den neu eingestellten Co-Trainern Filip Tapalović und Julian Hübner dem HSV erhalten. Im Januar 2022 verlängerte Polzin seinen Vertrag bis zum 30. Juni 2024. Unter Walter erreichte der HSV die Relegationsspiele, scheiterte aber am Bundesligisten Hertha BSC. In der Saison 2022/23 scheiterte man ebenfalls in der Relegation am VfB Stuttgart. Ende Januar 2024 begann Polzin den Lehrgang zur Pro Lizenz. Rund zwei Wochen später trennte sich der Verein von Walter sowie den Co-Trainern Tapalović und Hübner. Daraufhin setzte ihn der Sportvorstand Jonas Boldt als Interimstrainer ein. Er betreute den HSV bei einem 2:2-Unentschieden gegen Hansa Rostock und nahm anschließend unter dem neuen Cheftrainer Steffen Baumgart wieder die Co-Trainer-Position ein. Ende März 2024 verlängerte er seinen zum Saisonende auslaufenden Vertrag. Unter Baumgart wurde der HSV am Ende der Saison 2023/24 Vierter und scheiterte damit zum sechsten Mal am Wiederaufstieg.
Ende November 2024 trennte der HSV sich von Baumgart, worauf Polzin die Mannschaft erneut vorerst interimsweise übernahm. Diese stand nach dem 13. Spieltag der Saison 2024/25 mit 20 Punkten auf dem 8. Platz und hatte drei Punkte Rückstand auf einen Aufstiegsplatz. Nach einem 3:1-Auswärtssieg gegen den Karlsruher SC entschied der neue Sportvorstand Stefan Kuntz, Polzin auch für die letzten drei Spiele vor der Winterpause die Leitung zu überlassen. Aus diesen holte die Mannschaft einen Sieg und zwei Unentschieden, sodass sie die Hinrunde mit 28 Punkten auf dem 3. Platz abschloss und einen Punkt Rückstand auf einen Aufstiegsplatz hatte. Anschließend wurde Polzin, der im Dezember 2024 die Abschlussprüfung zur Pro Lizenz bestanden hatte, als Cheftrainer bestätigt. In der Rückrunde eroberte der HSV schnell einen direkten Aufstiegsplatz und war zeitweise Tabellenführer. Am vorletzten Spieltag stand nach sieben Jahren die Rückkehr in die Bundesliga fest. Dadurch verlängerte sich sein auslaufender Vertrag automatisch um ein Jahr.
Vor dem Beginn der Saison 2025/26 verlängerte Polzin seinen Vertrag über den 30. Juni 2026 hinaus.

## Erfolge
Als Trainer
- Aufstieg in die Bundesliga: 2025 (Hamburger SV)

Als Spieler
- Meister der Landesliga Hamburg Hansa und Aufstieg in die Oberliga Hamburg: 2010 (Bramfelder SV)

## Privates
Polzins jüngerer Bruder spielte für den Bramfelder SV, HSV Barmbek-Uhlenhorst und den SC Concordia Hamburg bzw. Wandsbeker TSV Concordia in der Oberliga Hamburg und Landesliga Hamburg. Merlin Polzin ist seit seiner Kindheit HSV-Fan.